# Robert Sadowski
Robert Sadowski (in polacco Róbert Szádowsky; Cernăuți, 16 agosto 1914 – ...) è stato un calciatore rumeno, di ruolo portiere.

## Carriera
Giocò sempre in patria, mentre in nazionale fu convocato ai Mondiali del 1938, dove giocò il 9 giugno nella ripetizione della partita con Cuba, persa per 2-1.

## Palmarès

### Club
- Coppa di Romania: 3

Rapid Bucarest: 1939-1940, 1940-1941, 1941-1942